# Скотч-Крік 4
Скотч-Крік 4 (англ. Scotch Creek 4) — індіанська резервація в Канаді, у провінції Британська Колумбія, у межах регіонального округу Коламбія-Шушвап.

## Населення
За даними перепису 2016 року, індіанська резервація нараховувала 20 осіб, показавши зростання на 5,3%, порівняно з 2011-м роком. Середня густина населення становила 2,5 осіб/км².

## Клімат
Середня річна температура становить 7,9°C, середня максимальна – 23°C, а середня мінімальна – -10,6°C. Середня річна кількість опадів – 586 мм.
| Клімат поселення                              | Клімат поселення | Клімат поселення | Клімат поселення | Клімат поселення | Клімат поселення | Клімат поселення | Клімат поселення | Клімат поселення | Клімат поселення | Клімат поселення | Клімат поселення | Клімат поселення | Клімат поселення |
| Показник                                      | Січ.             | Лют.             | Бер.             | Квіт.            | Трав.            | Черв.            | Лип.             | Серп.            | Вер.             | Жовт.            | Лист.            | Груд.            |                  |
| Середній максимум, °C                         | 2,48             | 5,34             | 9,60             | 14,66            | 19,33            | 23,01            | 21,75            | 21,66            | 16,61            | 10,52            | 4,44             | 0,06             |                  |
| Середня температура, °C                       | −4,04            | −1,2             | 3,09             | 8,12             | 12,80            | 16,48            | 19,09            | 19,00            | 13,96            | 7,86             | 1,77             | −2,6             |                  |
| Середній мінімум, °C                          | −10,56           | −7,73            | −3,45            | 1,59             | 6,26             | 9,96             | 16,42            | 16,34            | 11,30            | 5,21             | −0,87            | −5,26            |                  |
| Норма опадів, мм                              | 60               | 34               | 30               | 33               | 52               | 57               | 50               | 42               | 39               | 46               | 71               | 72               |                  |
| Середньомісячна швидкість вітру, м/с          | 1.70             | 1.70             | 1.90             | 2.10             | 2.00             | 1.90             | 1.90             | 1.80             | 1.60             | 1.70             | 1.90             | 1.82             |                  |
| Середньомісячна сонячна радіація, кДж/м²·день | 3119             | 6384             | 11388            | 16494            | 20177            | 21769            | 22658            | 19303            | 13594            | 7691             | 3552             | 2445             |                  |
| --------------------------------------------- | ---------------- | ---------------- | ---------------- | ---------------- | ---------------- | ---------------- | ---------------- | ---------------- | ---------------- | ---------------- | ---------------- | ---------------- | ---------------- |
| Джерело:                                      |                  |                  |                  |                  |                  |                  |                  |                  |                  |                  |                  |                  |                  |